# Âncora (Caminha)
Âncora é uma povoação portuguesa sede da Freguesia de Âncora do Município de Caminha, freguesia com 5,42 km² de área e 1186 habitantes (censo de 2021), tendo, por isso, uma densidade populacional de 218,8 hab./km².

## Demografia
A população registada nos censos foi:
| Ano  | 0-14 Anos | 15-24 Anos | 25-64 Anos | > 65 Anos |
| 2001 | 160       | 162        | 545        | 191       |
| 2011 | 172       | 129        | 642        | 239       |
| 2021 | 150       | 118        | 639        | 279       |

## Património
- Anta da Barrosa
- Forte do Cão (Gelfa)
- Forte da Lagarteira ou Forte de Âncora